# جغرافیای باربادوس
باربادوس یک کشور جزیره‌ای در اقیانوس اطلس شمالی است. همسایگان آن عبارتند از: مارتینیک و سنت لوسیا در شمال غربی، سنت وینسنت و گرنادین‌ها در غرب، ترینیداد و توباگو و ونزوئلا در سمت جنوب غربی و گویان در جنوب شرق.
باربادوس در حدود ۱۷۵ کیلومتری شرق سنت وینسنت واقع شده‌است. درازای جزیره باربادوس ۳۴ کیلومتر، پهنای آن ۲۳ کیلومتر و مساحت آن ۴۳۱ کیلومتر مربع است. پایتخت باربادوس شهر بریج‌تاون با ۱۴۰ هزار نفر جمعیت می‌باشد، مساحت این جزیرهٔ کوچک ۴۳۰ کیلومتر مربع و جمعیت آن ۲۷۰ هزار نفر است.
دمای هوای باربادوس همیشه گرم است و با آغاز فصول مرطوب، بین ماه ژوئن تا نوامبر، کمی تغییر می‌کند. میانگین دمای جزیره ۲۶ درجه سانتی‌گراد است و بارش به‌ویژه در داخله جزیره فراوان است. به خاطر گرمای هوا، این جزیره محل کشت نیشکر است. در کرانه‌های جنوبی و غربی جزیره شناگاه‌های بسیاری با شن و ماسه ریز و دلپذیر وجود دارد. داخله جزیره اما پوشیده از تپه‌زار است. کرانه‌های باربادوس با صخره‌های مرجانی احاطه شده‌اند. توفان در منطقه آنتیل بسیار رخ می‌دهد اما باربادوس به خاطر موقعیت شرقی خود اغلب از آسیب این توفان‌ها در امان می‌ماند.
رودخانه‌های کمی در این کشور وجود دارند. بزرگ‌ترین رودهای آن «رودخانه کانستیتیوشن» در بریج‌تاون و رود «لانگ پاند» در خلیجی به همین نام است. ارتفاع جزیره با شیب تدریجی کم نمی‌شود بلکه ارتفاع آن به صورت پادگانه (سطوح ایوان‌مانند طبیعی) و پله‌پله به سمت شمال غرب کاهش می‌یابد.
چهار تپه معروف این جزیره همگی بر روی یک تیغه مرتفع در شمال شرق جزیره قرار گرفته و هلالی را پیرامون خلیج لانگ پاند شکل می‌دهند. این تپه‌ها عبارتند از:
- ماونت هیلابی (۳۴۰ متر)، در جنوب غرب لانگ پاند
- کسل گرنت (۳۳۸ متر)، در جنوب لانگ پاند
- فارلی هیل (۲۵۱ متر) در غرب لانگ پاند
- ماونت استپنی (۲۴۶ متر) در شمال غرب لانگ پاند

## آب و هوا
باربادوس در منطقه استوایی قرار دارد. آب و هوای دریایی دلپذیر آن تحت تأثیر بادهای بسامان شمال شرقی است که دمای استوایی را تعدیل می‌کند. بادهای بسامان خنک در طول فصل خشک دسامبر تا ژوئن از سوی شمال خاوری می‌وزد. دمای کلی سالانه بین ۲۴ تا ۲۸ درجه سانتی‌گراد متغیر است. دمایی کمی پایین‌تر در ارتفاعات بالاتر حاکم است. 
میزان رطوبت بین ۷۱ تا ۷۶ درصد در طول سال است. بارندگی عمدتاً بین ژوئیه و دسامبر رخ می‌دهد و به‌طور قابل توجهی با ارتفاع متفاوت است. میزان بارندگی ممکن است به‌طور میانگین ۱۸۷۵ میلی‌متر (۷۳٫۸ اینچ) در سال در ناحیه مرکزی مرتفع در مقایسه با ۱۲۷۵ میلی‌متر (۵۰٫۲ اینچ) در منطقه ساحلی باشد.

## اختلافات ارضی
ادعاهای سرزمینی فراساحلی گویان و باربادوس با یکدیگر همپوشانی دارند و همچنین با ونزوئلا مورد مناقشه قرار می‌گیرند، که خود مدعی مالکیت آب‌هایی است که گویان و باربادوس هم بر سر آن‌ها دچار اختلافند. در سال ۲۰۰۸ باربادوس به دنبال به مناقصه گذاشتن میدان‌های نفتی در بازار آزاد برای اکتشاف بود اما با چالشی از سوی دولت ونزوئلا در کاراکاس مواجه شد. در سال ۲۰۰۶ یک گروه محلی باربادوس که ادعا می‌کرد نمایندگی از نوادگان مردمان بومی کارائیب است، ادعای خود را بر جزیره کالپپر، یک برون‌زد کوچک صخره‌ای در ساحل شرقی باربادوس اعلام کرد.